# Движение мусульман Борчалинского уезда
Движение мусульман Борчалинского уезда (груз. ბორჩალოს მაზრის მუსულმანები, азерб. بورچالو اویزدینك مسلمانلاری) — избирательный субъект, принявший участие под номером 12 на выборах в Учредительное собрание Грузии в феврале 1919 года. Они представили в Центральную избирательную комиссию список из пяти кандидатов. Список кандидатов и бюллетени избирательного субъекта были написаны в основном на азербайджанском и русском языках, некоторые из них были также на грузинском языке. Избирательное образование не смогло преодолеть установленный лимит, и поэтому его члены не могли быть включены в учредительное собрание.